# Onthophagus lebasi
Onthophagus lebasi là một loài bọ cánh cứng trong họ Bọ hung (Scarabaeidae).